# Sicameira gracile
Sicameira gracile är en kräftdjursart som först beskrevs av A. Scott 1896.  Sicameira gracile ingår i släktet Sicameira och familjen Ameiridae. Inga underarter finns listade i Catalogue of Life.